# Museu do Trabalho
O Museu do Trabalho é um museu e centro cultural privado brasileiro, fundado em 1982 e localizado na rua dos Andradas 230, em Porto Alegre. Tem um acervo de máquinas, fotografias e documentos que ilustram aspectos da vida de empresas e trabalhadores, e organiza diversas atividades artísticas e culturais. Sua oficina de gravura é uma referência na história das artes gráficas da cidade.

## História
A ideia de um museu para resgatar a memória econômica e social dos trabalhadores começou a ser articulada em 1979 com a criação junto à PUC-RS do Centro de Estudos e Memória do Trabalho, liderado pelo sociólogo Marcos Flávio Soares. Ele estava também envolvido no debate sobre o tombamento da Usina do Gasômetro. Para Ruth Testolin, "a criação do Museu do Trabalho se fundamenta na concepção de que estudar os movimentos sociais e os meios de produção não é apenas reconstruir cronologicamente a sua história, mas compreender, por meio de diferentes pontos de vista, como o trabalho se relaciona com o meio técnico e com o meio cultural em uma determinada sociedade".
Em 8 de setembro de 1982 Soares e seu grupo fundaram a Associação Civil de Fins Culturais para administrar o projeto do museu. Inicialmente deveria ser instalado na Usina do Gasômetro, mas alguns problemas levaram à sua instalação provisória em 7 de dezembro em uma fileira de velhos galpões de madeira que haviam sido construídos nos anos 1930 para servir como depósito para a Secretaria de Obras Públicas, e que então eram posse da Marinha do Brasil.
Os planos de levar o museu para a Usina do Gasômetro permaneceram vivos até 1989, quando o governo publicou o projeto de reforma da Usina, deixando apenas 300 m2 destinados ao museu, o que tornou inviável sua mudança, e assim a instalação provisória nos galpões da Marinha se tornou definitiva. Devido à escassez de verbas para manutenção, estabeleceu-se uma parceria com a Companhia Teatro Novo, que ocupou um dos galpões e instalou nele o Teatro do Museu do Trabalho, e além disso garantiu o financiamento para as atividades básicas do museu.
Em 1998 temeu-se que o prédio fosse prejudicado ou abalado na nova urbanização da área planejada pelo governo no projeto Porto dos Casais, sendo dadas garantias de que não haveria problemas e sendo formada uma comissão para estudar o caso. Em 2000 o Teatro foi assumido pelo Grupo de Dança Phoenix, iniciando a associação do museu com a dança. Foi sucedido pela Companhia Terpsí, que ali permaneceu até 2012, quando o espaço foi interditado devido às más condições da estrutura. Em 2012 foi um dos finalistas do Prêmio Açorianos, na categoria Destaque em Espaço Institucional de divulgação artística.
Em 1983 os galpões foram tombados como Patrimônio Histórico do Estado, mas o museu é uma instituição independente do Estado, ocupa os prédios mediante cessão gratuita da Marinha, não recebe verbas públicas e é sustentado por suas próprias atividades e doações. Segundo Sara Winckelmann, "é um dos espaços culturais autônomos de maior trajetória da cidade".
O museu enfrenta uma crônica carência de verbas para manutenção das suas estruturas e acervo. Em 2019 fechou devido a falta de condições e permaneceu fechado em 2020 devido à pandemia de covid-19, reabrindo em 2022, ano em que recebeu Homenagem Especial do Prêmio Açorianos pela sua trajetória. Na grande enchente de 2024 o museu foi alagado.

## Acervo e atividades

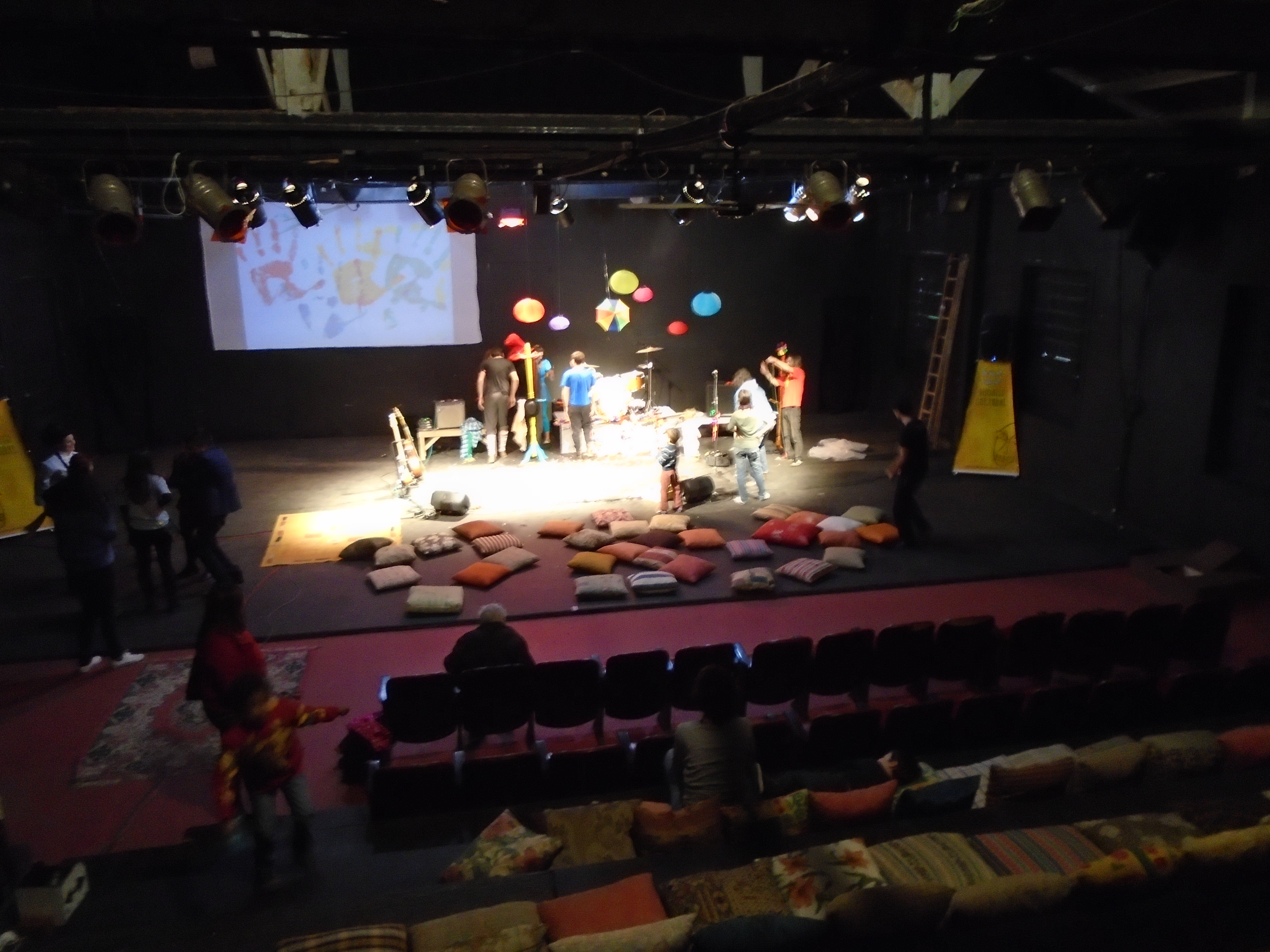
Uma apresentação no teatro do Museu, 2015

Seu acervo começou a ser reunido em 1981 com a aquisição de um tear, e atualmente a coleção compreende máquinas, instrumentos de trabalho, fotografias, documentos e outros materiais que retratam a evolução das atividades produtivas no Rio Grande do Sul e seus reflexos na sociedade gaúcha. Já expôs seu acervo no Recife, em Montevidéu, Buenos Aires e Cuba. Também mantém o Arquivo Leopoldis-Som, com projetores, gravadores de som, câmaras e fotografias e cerca de mil filmes dessa extinta companhia cinematográfica.
A ideia inicial era reunir um acervo que retratasse de forma sistemática e cronológica a evolução do trabalho no Rio Grande do Sul, passando desde as atividades artesanais até as industriais, mas isso não pôde ser realizado, sendo recolhida uma coleção relativamente pequena, composta principalmente de máquinas representativas da atividade de algumas empresas importantes. Para Winckelmann, "sem um estatuto museológico e sem financiamento público, sua finalidade foi se modificando ao longo do tempo, passando a deixar em segundo plano o acervo de máquinas, focando na promoção das artes visuais e se autodeclarando como um espaço cultural independente".

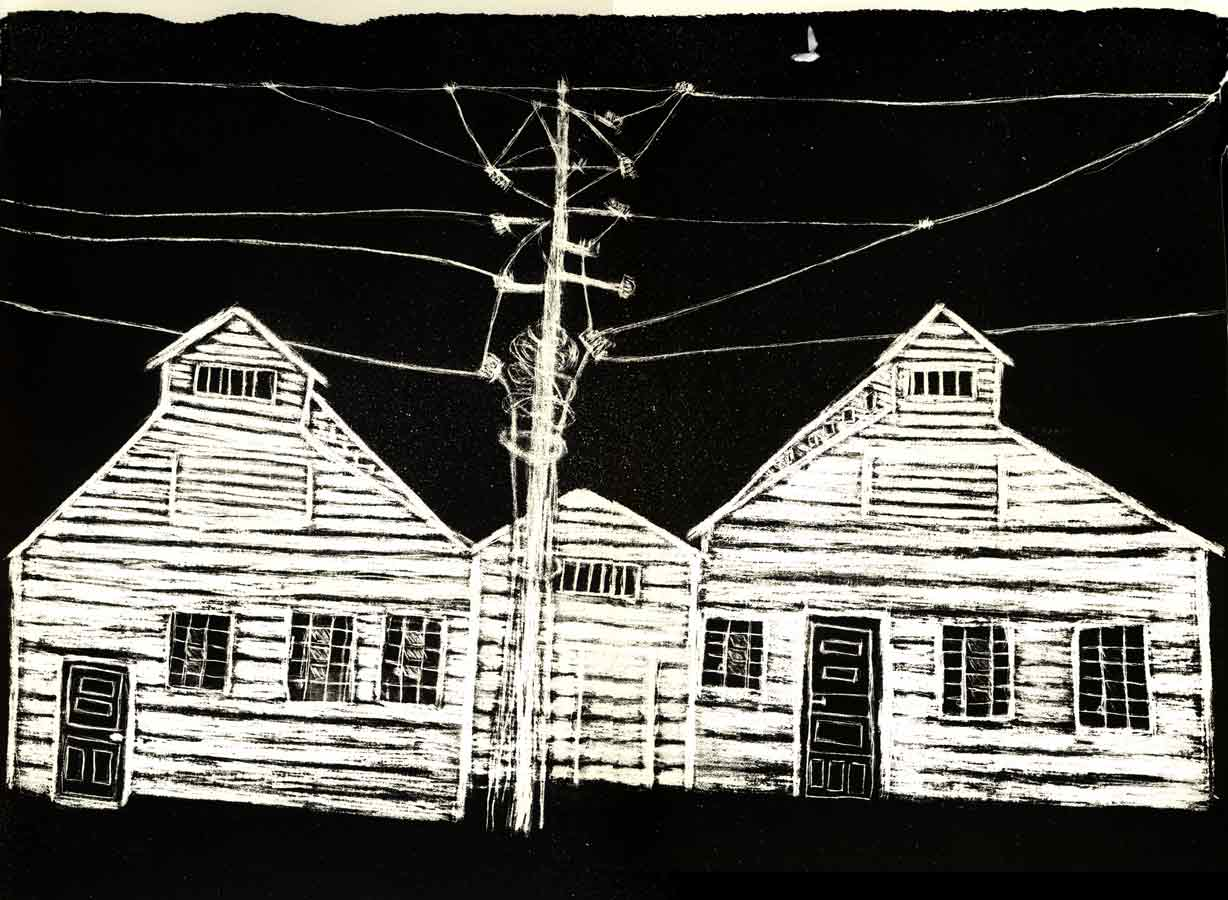
Litografia de Adelheid Tomaselli mostrando a fachada do Museu

Alguns espaços são dedicados a uma exposição permanente, e outros a exposições temporárias e outras atividades. A instituição promove cursos e oficinas de artes plásticas, dança, música e teatro, exposições temporárias de artistas convidados, festivais de teatro, exposições itinerantes pelo interior do estado. O museu mantém um consórcio de gravuras produzidas nas suas próprias oficinas, em serigrafia, litografia, xilogravura e metal, o qual entrega mensalmente gravuras originais aos assinantes, que pagam um valor de mensalidade. Sua oficina de gravura é uma das mais aparelhadas do estado, e os cursos permanentes ali ministrados são referência nas artes gráficas locais.
Segundo Kátia Marchetto, o Museu do Trabalho ocupa "uma posição de destaque na vida cultural de Porto Alegre", "tem uma história ligada à comunidade desde o início de sua história e foi a colaboração da comunidade porto-alegrense e a dedicação e paixão de diversas pessoas que fizeram do espaço que hoje ele ocupa um espaço multi disciplinar, dinâmico e independente".